# Queige
Queige település Franciaországban, Savoie megyében. Lakosainak száma 901 fő (2022. január 1.). Queige Albertville, Beaufort, Césarches, Marthod, Tours-en-Savoie, Ugine, Venthon és Villard-sur-Doron községekkel határos.

## Népesség
A település népességének változása:
| Lakosok száma | 845  | 825  | 841  | 805  | 794  | 782  | 821  | 861  | 901  |
|               | 2013 | 2015 | 2016 | 2017 | 2018 | 2019 | 2020 | 2021 | 2022 |